# ドゥダ (楽器)
ドゥーダ（ウクライナ語: Дуда́）、またはガイダ（ウクライナ語: Ґа́йда）は、ウクライナおよびカルパチア・バルカン地域で使用される伝統的な木管楽器で、バグパイプの一種である。コザ、コズィツャ、バラン、ミフ、ドゥトカなどの別名があり、羊、山羊、または子牛の皮で作られた袋（ミフ）に、空気を送り込む管（シサク）、低音を出す管、旋律を演奏するためのソピルカに似た管が取り付けられている。動物の皮を剥ぎ、毛を内側にして袋を作り、そこに音を出すための管を挿入する構造を持つ。
ドゥーダはウクライナをはじめ、ブルガリア、北マケドニア、セルビア、クロアチア、アルバニア、スロバキアなどで知られ、特に「ガイダ」の名称で広く親しまれている。ウクライナでは、袋の素材となる動物（山羊や羊）に由来する「コザ」や「バラン」などの呼称も一般的である。この楽器は、ウクライナ西部での叙事詩の伴奏、ザポロージェ・シーチの軍楽隊、フツルの祭りなどで演奏され、房や金属の装飾で彩られることが多い。
ウクライナの民謡にはドゥーダに関する記述が見られ、例えば以下の歌詞がある：
おじいさん、ドゥーダ奏者よ、

村を歩きながら、

ドゥーダを演奏していたね。

今はもうあなたはいない、

あなたのドゥーダはさまよう、

その笛は残され、

誰とも知れぬ手に渡った。

## ベラルーシのドゥーダ

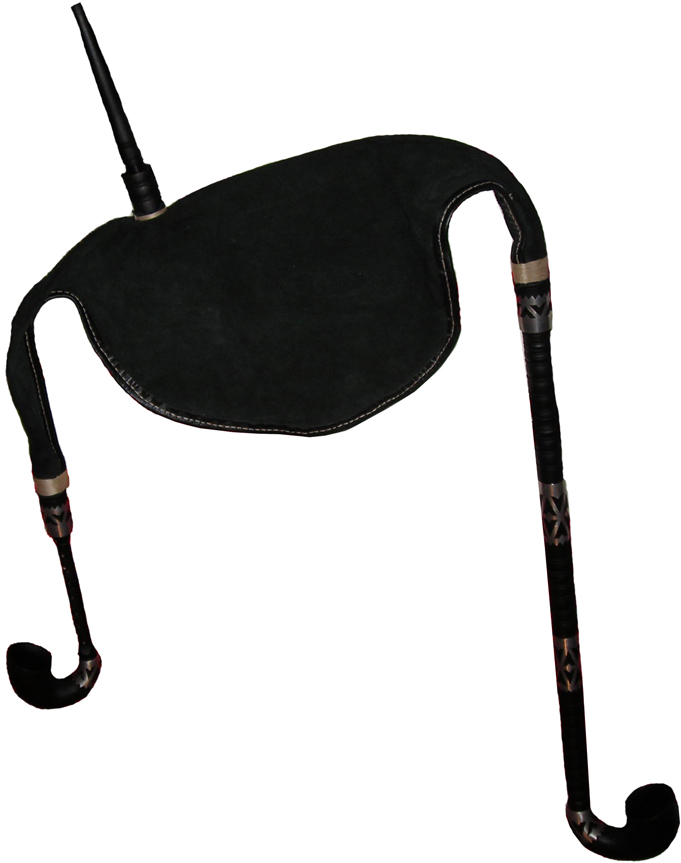
レペル型ベラルーシの伝統的なドゥーダ（2009年）

ベラルーシのドゥーダは、ベラルーシで古くから使用された伝統的で古風な木管楽器であり、20世紀初頭まで広く普及していた。現在はリトアニアやロシアの博物館に保存されており、ベラルーシ国内ではレペル地方博物館とフロドナ考古学博物館に現存する。
ベラルーシのドゥーダには2つのタイプがある：
- レペル型：円筒形の木製胴体（楓、林檎、桜など）で、6〜8つの指穴があり、指のための窪みが彫られている。胴体は金属棒で焼いて成形され、葦製のピース（リード）が上部に取り付けられる。内部の管の直径は6〜8cmで一定。袋は子牛や山羊の皮で作られ、独特の角形のロート（拡声部）が特徴で、他地域では見られない[4][5]。
- フロドナ型：袋は医療用酸素バッグを革で覆った菱形のもので、木製部品より後に作られたとされる[5]。